# アカダニ
アカダニは、ダニ類（節足動物門鋏角亜門クモガタ綱）のうちタカラダニ科 (Erythraeidae)・ハモリダニ科 (Anystidae)・ハダニ科 (Tetranychidae) などの体色の赤いダニの俗称。アカムシということもあるが、アカムシはツツガムシ科のダニの呼称でもある。
春先から梅雨前までにタカラダニ科のアナタカラダニ属、カベアナタカラダニが発生する。カベアナタカラダニは主に花粉を食べる。これと混同されるのがハモリダニ科のダニで、こちらは植物の上で、他の微小な節足動物を食べる捕食者（益虫）である。ハモリダニはクルクル回りながら早く動く、比較的に体の横幅が長く見えるので、カベアナタカラダニとは区別がつく。ハダニ類はミカン、リンゴなどの植物に寄生するものもいるため、農業害虫として知られているが、主に植物の葉の裏におり、これらのダニよりも小さいため混同されることは少ない。
主に春から夏にかけて発生する。コンクリートの上などにいるものが見つけやすい。

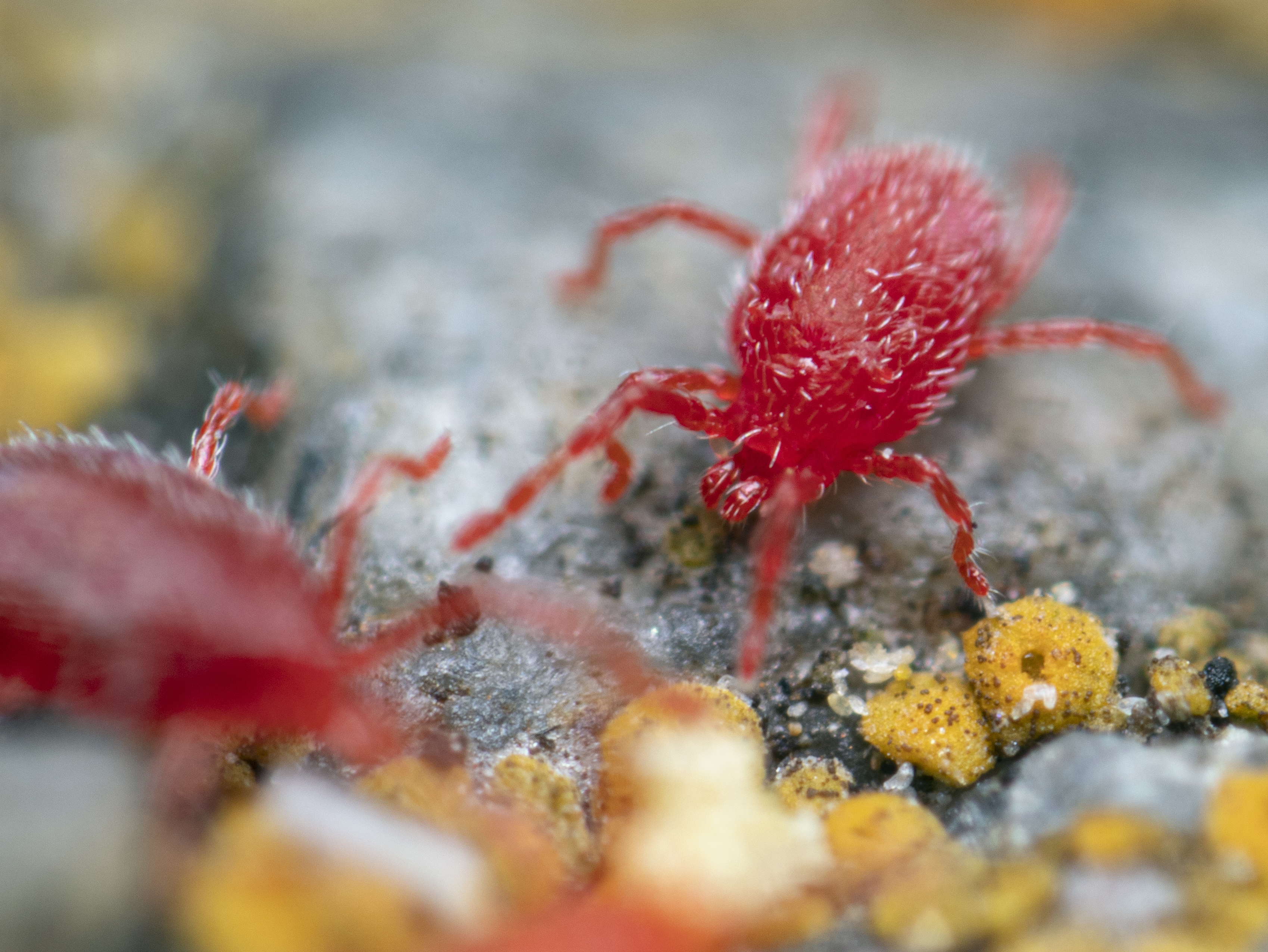
カベアナタカラダニ
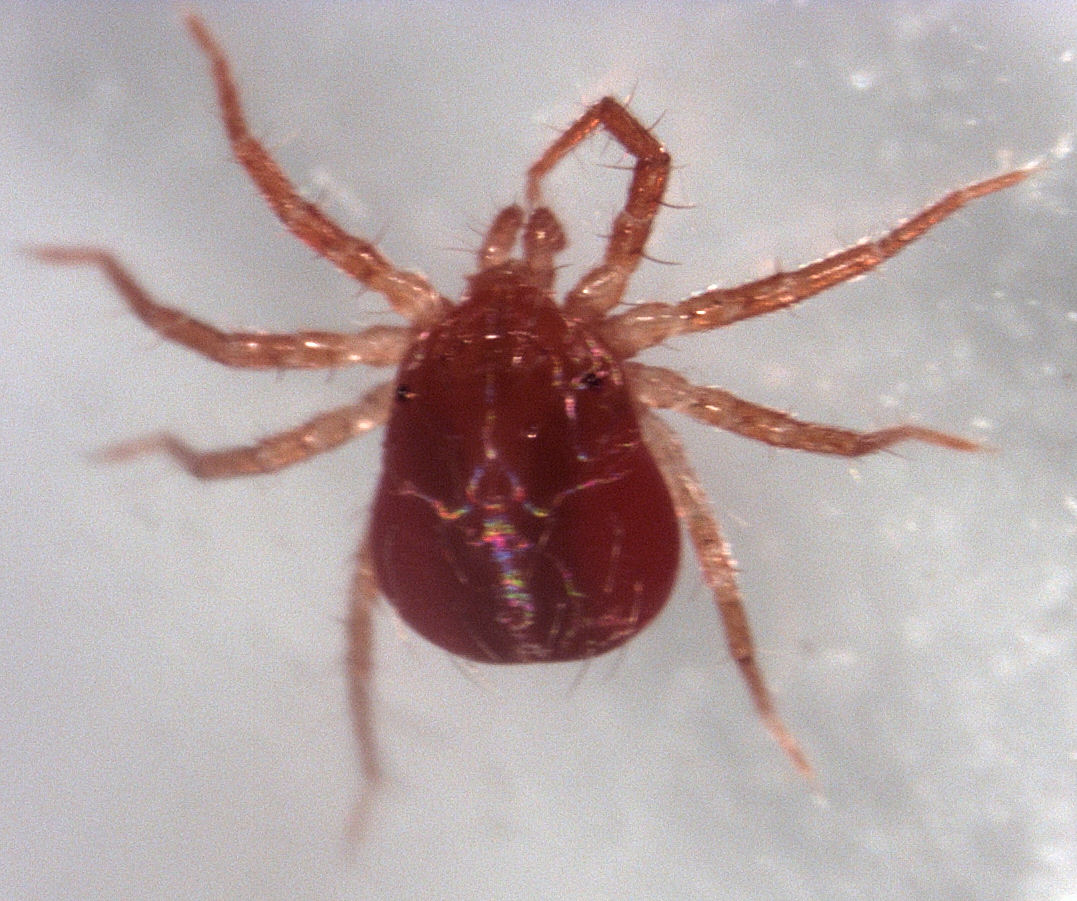
ハモリダニ
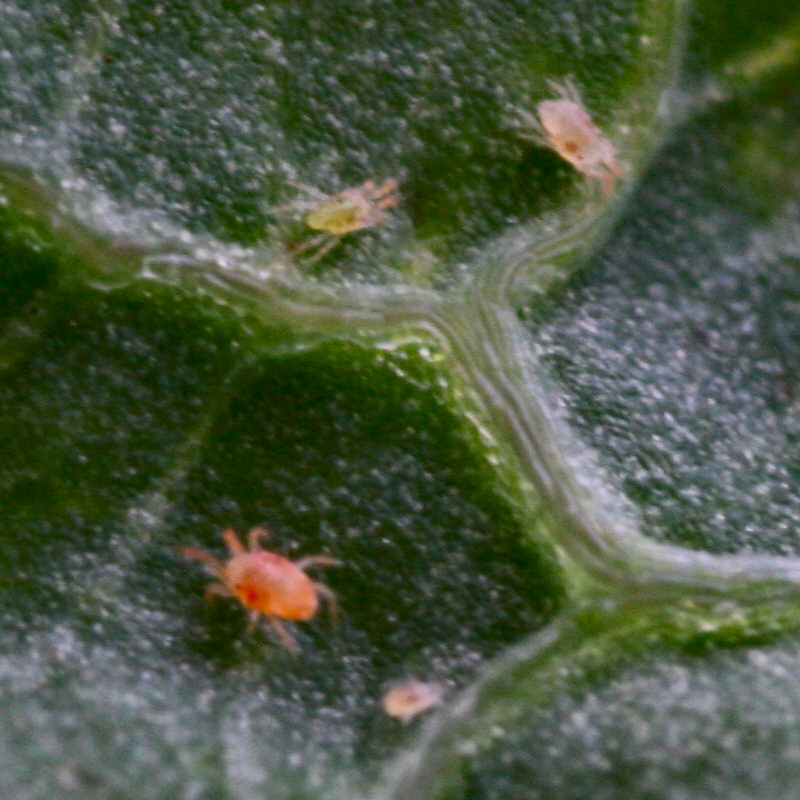
ハダニ